# Alphonse Eugène Félix Lecadre
Pour les articles homonymes, voir Lecadre.
Alphonse Eugène Félix Lecadre, né le 4 janvier 1842 à Nantes dans le 3e Canton et mort le 14 avril 1875 dans le 6e arrondissement de Paris, est un artiste peintre, élève de Charles Gleyre aux Beaux-Arts de Paris, frère benjamin de Marie Lecadre, artiste peintre, et de Jacques Edmond Maurice Lecadre, photographe.

## Biographie
Alphonse Henry Lecadre, avoué à Nantes, et Marie Élisabeth Malvina Gigougeux, ont trente-quatre et vingt-quatre ans respectivement à la naissance de leur fille Marie le 7 juin 1836, Jacques Edmond Maurice naît le 16 novembre 1840 et deviendra photographe sous le nom de E. Lecadre, Alphonse Eugène Félix Lecadre naît le 4 janvier 1842 à 3h du matin . Tous les trois sont nés au domicile des parents à Nantes dans le 3e Canton.

Comme pour de nombreuses personnes, dans les articles des journaux, les documents officiels ou sites de référence qui donnent souvent comme date de naissance la date de la déclaration et le lieu de naissance de la mairie. Pour  Alphonse Eugène Félix Lecadre, on retrouve souvent le 6 janvier 1842. Mais il faut bien lire les actes de naissance pour obtenir la date et le lieu de naissance, et ici le 6 est la date de sa déclaration et il est bien né le 4 janvier 1842. 
L'an mil-huit-cent-quarante-deux, le six janvier à midi devant nous soussignés... lequel nous a présenté un enfant du sexe masculin né le quatre du courant à trois heures du matin .

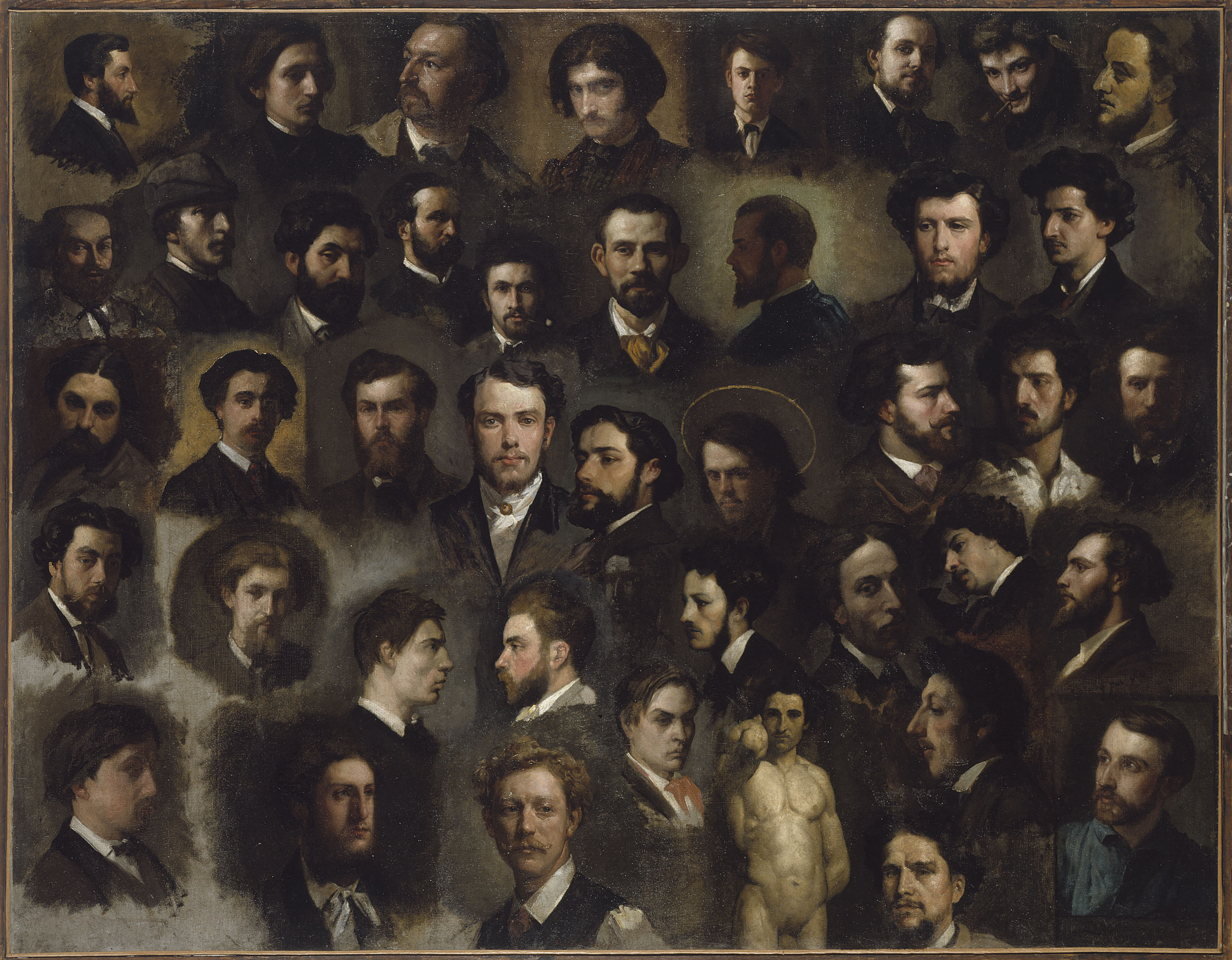
Alphonse Eugène Félix se trouve peint par Albert Darier

Frère benjamin de Marie Toulmouche artiste peintre, qui a épousée en 1861 Auguste Toulmouche également peintre avec une certaine renommée, et un frère ainé photographe, le milieu est favorable aux arts. Il entre le 27 mars 1875 aux Beaux-Arts de Paris comme élève de Charles Gleyre et se trouve représenté sur le tableau des quarante-trois élèves de l'atelier de Charles Gleyre peint par Albert Darier. Il tente pendant quelques années de se perfectionner et devient, dans cet ambiance propice au travail, assez doué pour le dessin et la peinture de nu, trois de ses œuvres dont deux nu seront acheté par l'État en 1873 et 1874.
Ses œuvres, comme Une confidence, dessinée en 1857 avant son entrée aux beaux-arts que l’on retrouve dans Album Autographique puis en peinture lors de l’exposition de 1867, ou Le Réveil, exposé au palais des Champs-Élysées en 1870 où il obtient une médaille et un prix donné par la Manchester Academy of Art en 1871, pour le meilleur morceau de peinture en déclenchant une polémique, L’Offrande de l’exposition de 1874 où il reçoit une 2e médaille, huile représentant un groupe de trois jeunes filles dont celle du premier plan dénudée offre une couronne de laurier à la statue en bronze de Athéna, ou L’abandon de l'exposition de 1873, jeune femme nue allongée devant une cascade que l'on peut voir sur le cliché de Ferrier et Lecadre, montrent une fascination pour la figure féminine, souvent mise en scène en situations empreintes d'une ambiance sensuelle, intime ou mythologique.
Comme son beau-frère Auguste Toulmouche, il représente des jeunes femmes avec des toilettes féminines ou dans des situations de leur vie quotidienne comme la jeune fille qui se recoiffe, Jeune fille en robe verte, tableaux passés à la vente, Le réveil exposé au salon de 1874, Le Sommeil ,  jeune femme étendue sur un divan habillée de robe rouge et qui dort en tenant un enfant dans ses bras en mettant en avant la féminité, la sensualité et l’élégance. Il représente aussi les enfants  dans les bras de femme ou en enfants de chœur.

Il n’aura que peu de temps pour se faire connaître et meurt prématurément, à 33 ans, le 14 avril 1875 à 5h du matin, dans sa demeure au 83 bis Rue Notre-Dame-des-Champs à Paris. Il est inhumé au Cimetière du Montparnasse, 6e Division. Sa tombe a été reprise en 2008 en fin de concession.

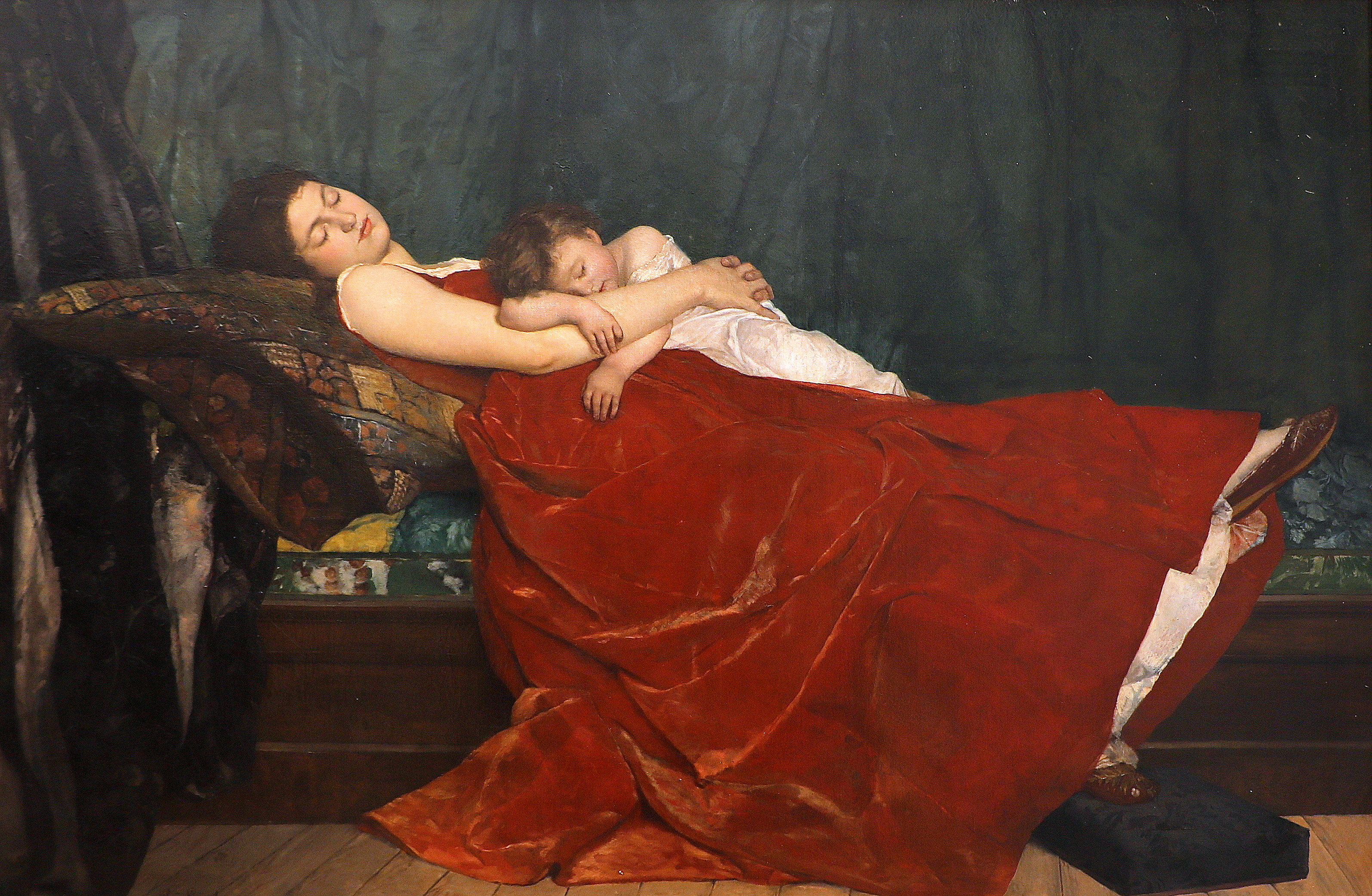
1872 : Le Sommeil Musée d'Arts de Nantes
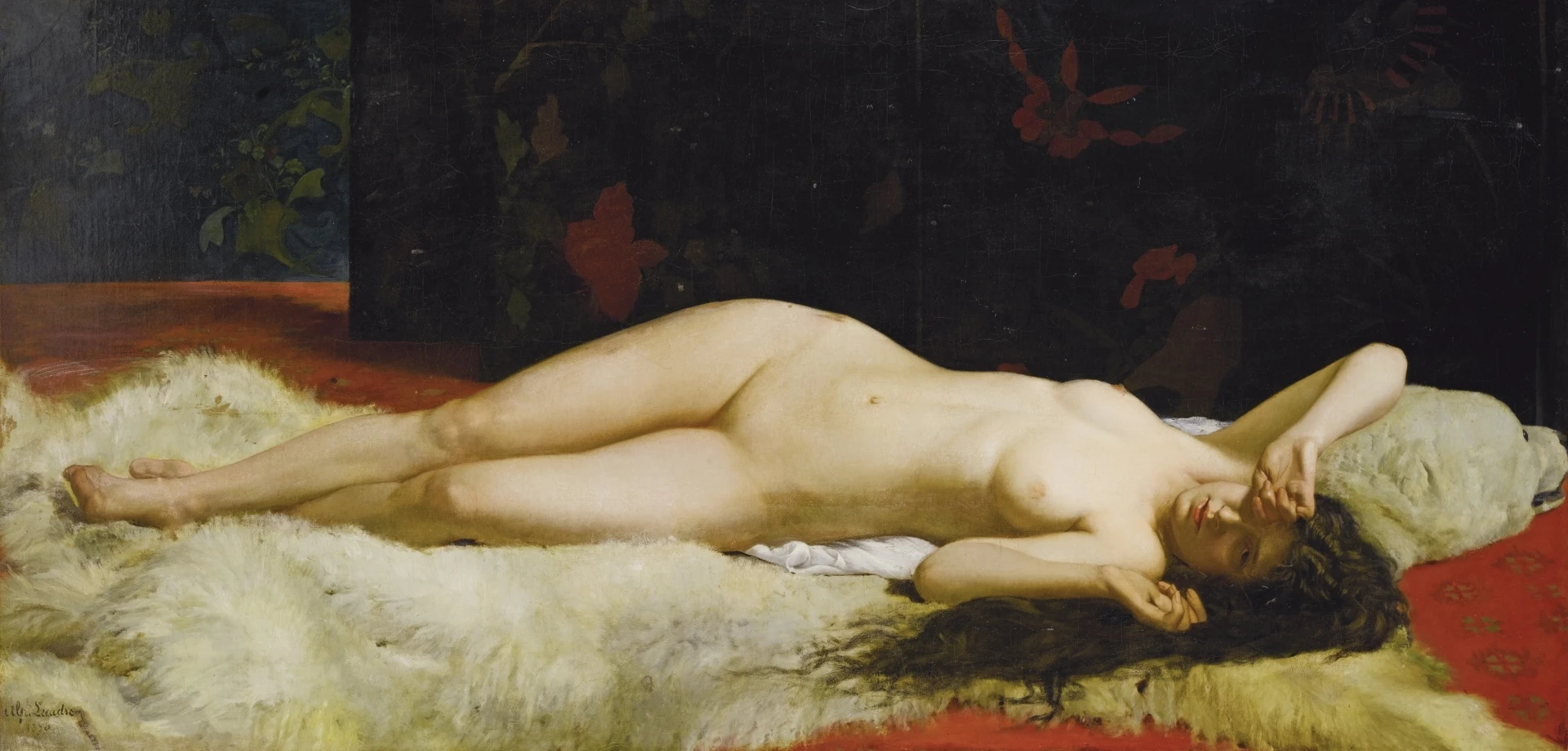
1870 : Le réveil, hôtel des ventes. Ce tableau a obtenu une médaille au Salon de 1870 et le prix donné par la Manchester Academy of Art pour le meilleur morceau de peinture en 1871.

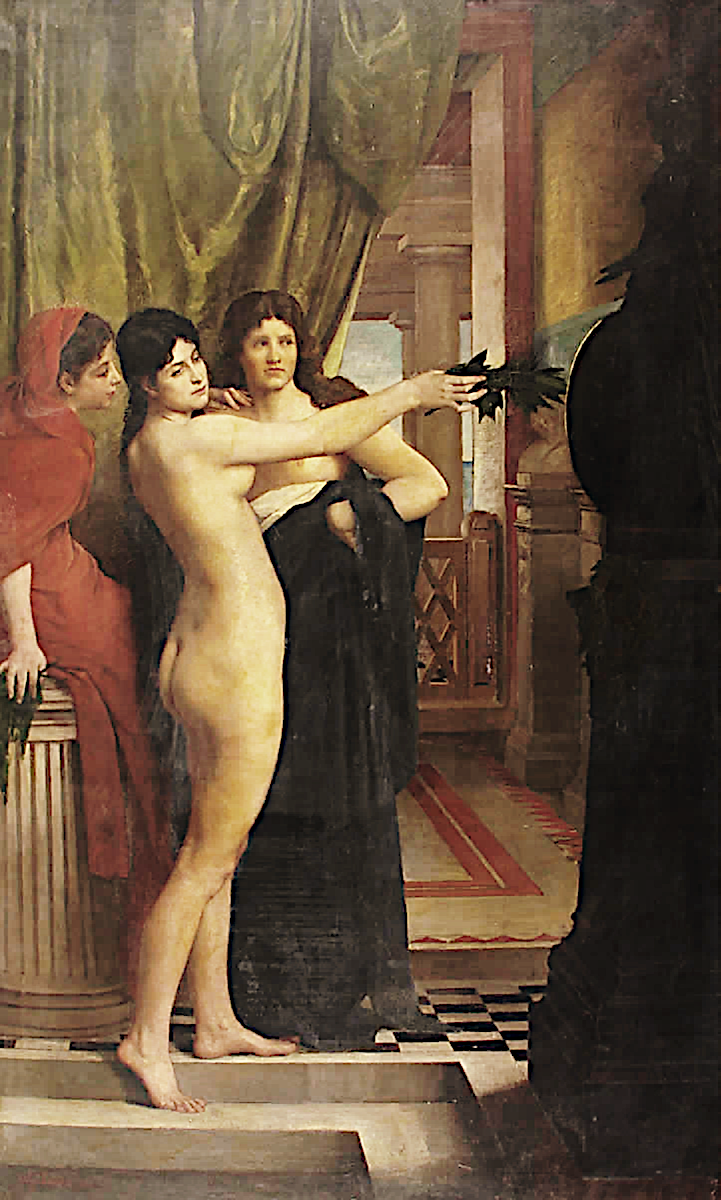
1874 : L’Offrande, Le Havre, Musée d'Art moderne André-Malraux, transfert de propriété de l’État à la Ville du Havre, 2015. Photographie : MuMa/Charles Maslard

## Influence
En 2012, son œuvre Le Sommeil exposée au Musée d'Arts de Nantes a été utilisée par Ian Ritchie comme inspiration pour une étude de chaise longue.

## Œuvres

### Liste des œuvres exposées

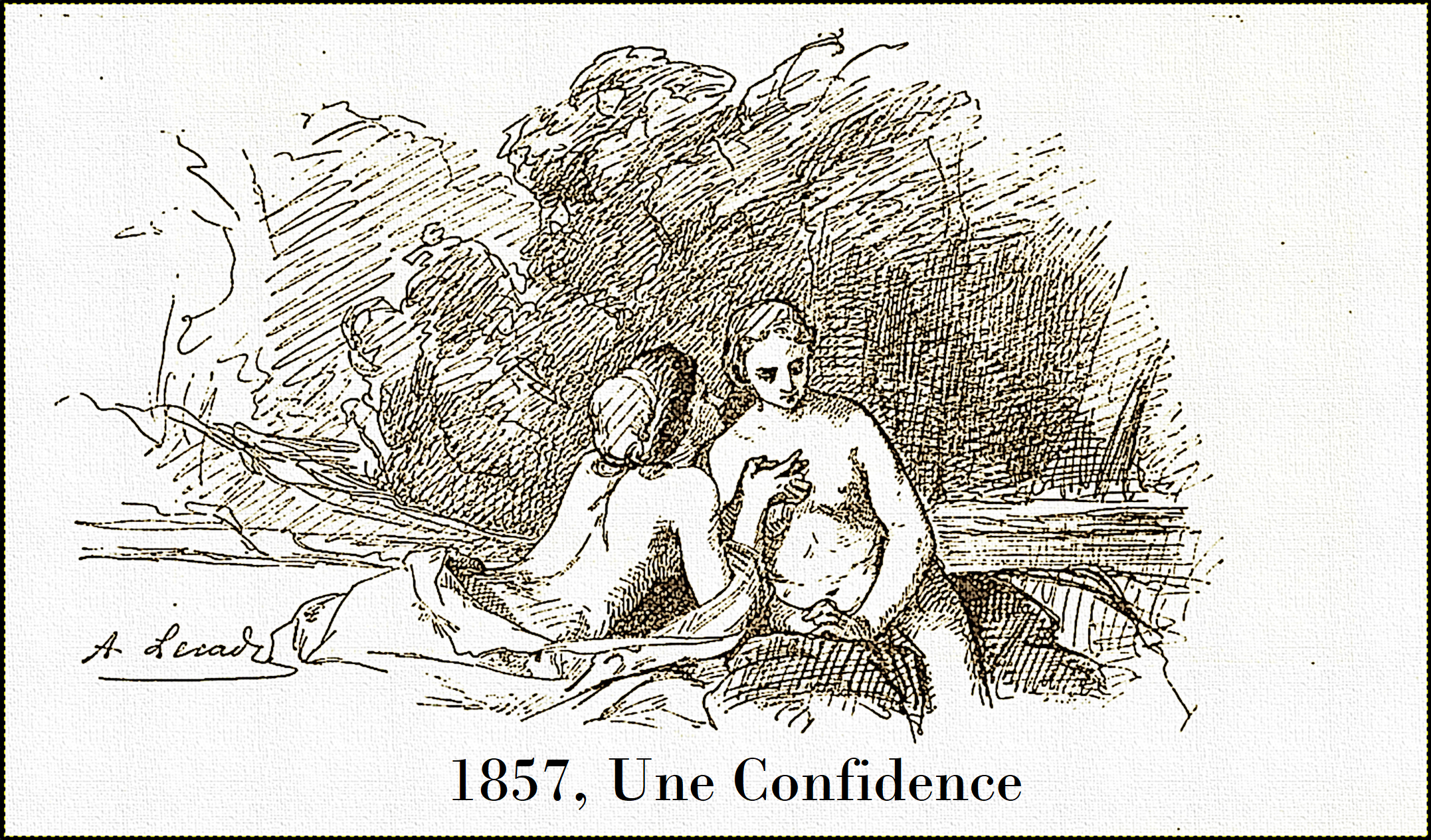
1857 : Une Confidence

On peut retrouver la liste des œuvres exposées et les médailles obtenues dans les divers catalogues publiés lors des expositions ou sur la base salons.musee-orsay. Ses expositions au Palais des Champs-Élysées débutent en 1866 et finissent en 1974.
1857 : Dessin Une Confidence, Album Autographique
1866 : Jeune Baigneur, Palais des Champs-Élysées no 1148
1867 : Une confidence, Palais des Champs-Élysées no 898
1868 : La pêche, Palais des Champs-Élysées  no 1484
1870 : Le réveil, Dessous de bois, Palais des Champs-Élysées no 1634, no 1635, médaille
1871 : Le réveil, Prix de la Manchester Academy of Art
1872 : Le Sommeil, Palais des Champs-Élysées no 960
1872 : Le Sommeil, salles du Muséum Nantes no 451, localisation Musée d'Arts de Nantes.
1873 : L’abandon, Palais des Champs-Élysées no 897, localisation Tarbes, Musée Massey.
1874 : L’Offrande, L’amour des bibelots, Palais des Champs-Élysées no 1119, no 1120, 2e médaille, localisation Le Havre, Musée d'Art moderne André-Malraux no 2015.2.39
1903 : La Jeune mère (signé 1872), Catalogue Musée Municipal des Beaux-Arts de Nantes, no 936